# Hans Vilhelm Kaalund

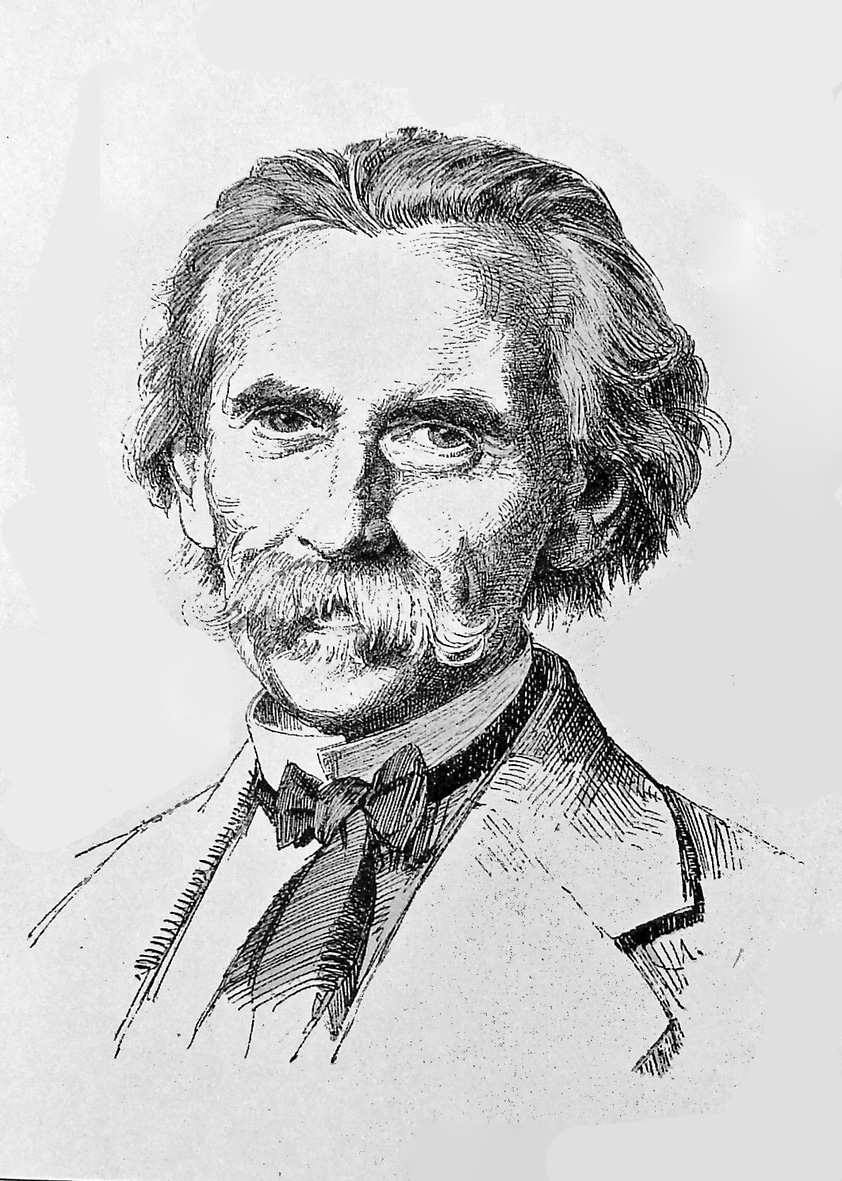
Hans Vilhelm Kaalund.

Hans Vilhelm Kaalund, född 1818, död 27 april 1885, var en dansk poet och författare.
Kaalund blev i synnerhet känd för sina Fabler for Børn som med J.Th. Lundbyes teckningar blev en av de mest spridda danska barnböckerna. Vidare har han författat talrika lyriska dikter, ofta av levnadsfilosofiskt innehåll, de viktigaste samlade i Et Foraar (1858), En Eftervaar (1877) och Efterladte Digte (1855). I striden mellan romantik och realism tog han 1879 parti för de gamla, även om han personligen stod sina motståndare Holger Drachmann och Sophus Schandorph närmare och på många sätt påverkat både dem och en ännu yngre generaton med författare som Viggo Stuckenberg och andra.